# Giordano Bruno
Giordano Bruno (kiejtése [ʤorˈdaːno ˈbruːno], latinul: Iordanus Brunus kiejtése [jor'daːnus 'bruːnus]), (Nola, 1548 – Róma, 1600. február 17.) itáliai domonkos szerzetes, filozófus, csillagász, matematikus, költő és hermetikus okkultista; a késő reneszánsz egyik kiemelkedő alakja.
Élete mérföldkőnek számít a szabadgondolkodás és a feltörekvő tudományok történetében, és nagy hatással volt a későbbi tudományos és filozófiai gondolkodásra, valamint az európai liberális mozgalmakra.
Legfigyelemreméltóbb a végtelen univerzumról és a világok sokféleségéről  szóló elméletei voltak, amelyekben elvetette a hagyományos geocentrikus (Föld-központú) világképet és túllépett a kopernikuszi heliocentrikus (Nap-központú) elméleten, amely továbbra is fenntartotta a végességet.
Olaszul és latinul írt, de nemcsak filozófiai műveket, hanem színdarabokat, verseket is. Az itáliai inkvizíció eretnekséggel vádolta számos alapvető katolikus tan megtagadása miatt; istenkáromlónak ítélt írásai alapján bűnösnek találták és máglyán megégették.

## Élete

### Fiatalkora (1548–1576)

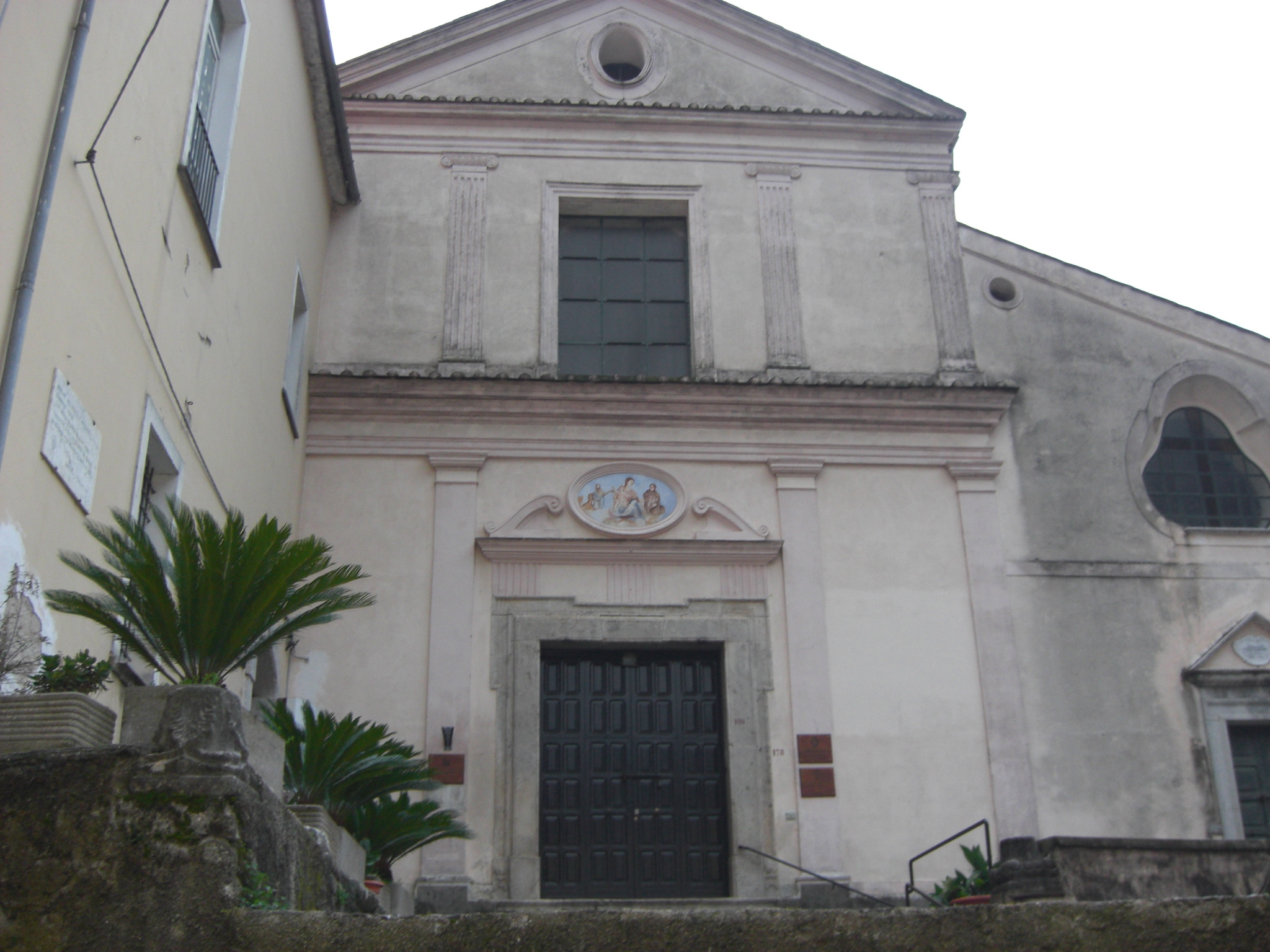
A San Bartolomeo templom, ahol papként az első miséjét celebrálta

1548-ban született a Nápoly közelében fekvő Nola városában.
Erősen vallásos keresztény családban nevelkedett, édesapja zsoldoskatona volt. Az éles eszű fiú 1565-ben, 17 évesen belépett a Domonkos-rendbe Nápolyban, ekkor vette fel az eredeti Filippo helyett a Giordano keresztnevet. Ott töltötte novíciátusát, de nehezen viselte a kolostor uralmát.
Egyes források szerint 1569 körül Rómába ment, ahol bemutatták V. Pius pápának és Scipione Rebiba bíborosnak, és állítólag ismertette nekik a mnemotechnika bizonyos elemeit.
1570 elején aldiakónussá, majd egy év múlva diakónussá, majd 1572-ben, 24 évesen pappá szentelték, és celebrálta az első misét a S. Bartolomeo kolostor templomában.
Már teológiai tanulmányai során kifejezte kétségeit a Szentháromság-tannal kapcsolatban, tiltott könyveket olvasott, és nyíltan ariánus nézeteket vallott. Ennek ellenére 1575-ben két, Aquinói Tamásról és Lombardus Péterről szóló tézissel fejezte be teológiai tanulmányait. Ezt követően Rómába küldték a Sopra Minerva kolostorba, ahol előidézte első perét.

### Vándorévek (1576–1591)

#### Itáliában

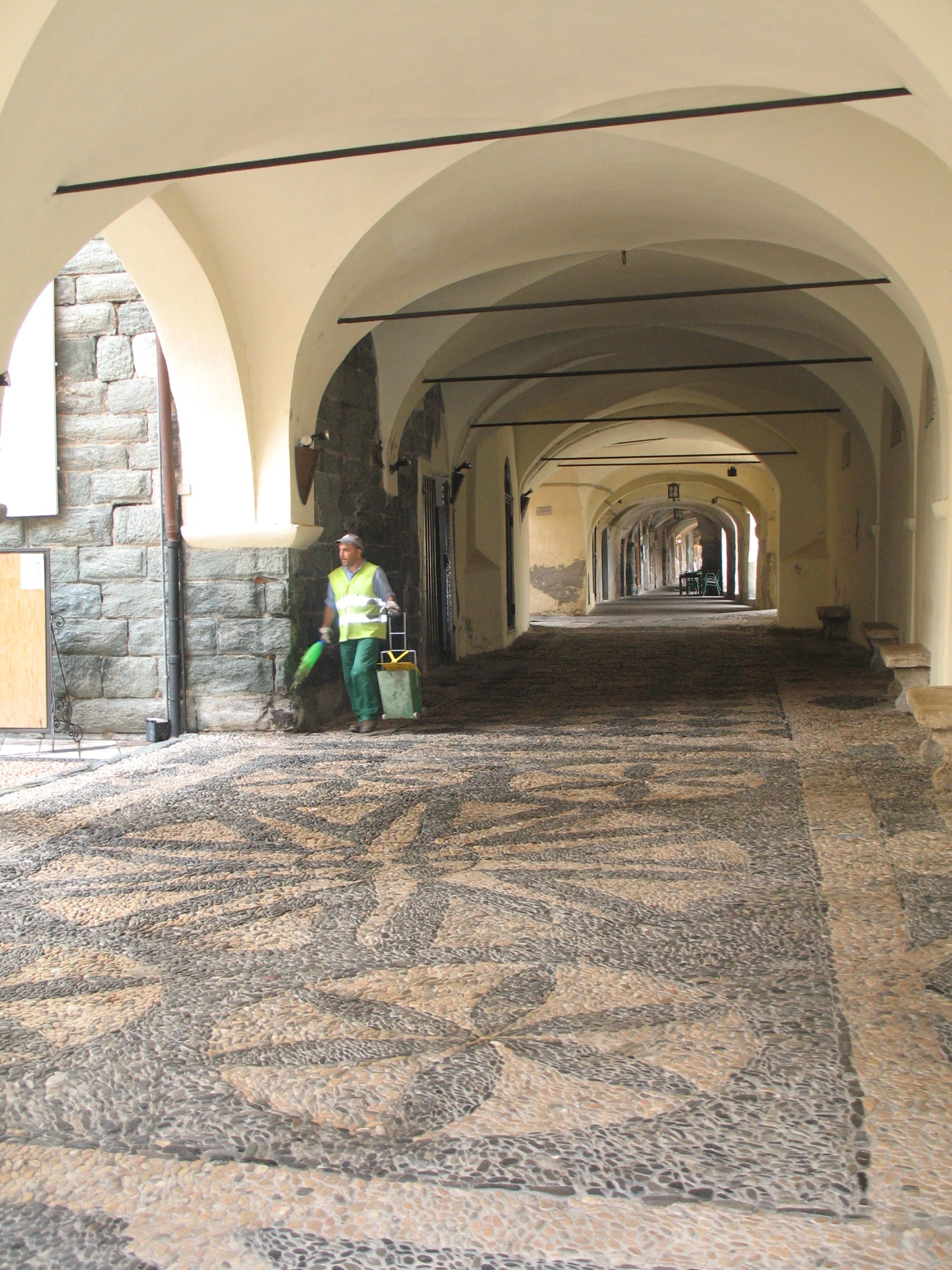
A noli városháza folyósója. Tábla emlékezik itteni tartózkodására mint a nyelvtan és a kozmográfia tanárára

Az alapvető katolikus dogmákkal kapcsolatos eretnek megnyilatkozásai miatt menekülnie kellett. Levetette szerzetesi ruháját, és északra utazott. Csak akkor viselte ismét a habitust, amikor domonkos kolostorokban akart menedéket keresni. 
1576 tavaszán Genovában tartózkodott, majd Noliba ment, ahol 1577 elejéig volt. Itt pár hónapig a gyerekeknek nyelvtant tanított, a felnőtteknek pedig kozmográfiát.
1577-ben Savonában, majd Torinóban tartózkodott, de mivel nem talált ott munkát, ezután Velencébe ment. Velencében viszont pestisjárvány volt, így ott legfeljebb két hónapig tartózkodott, hogy keressen valami pénzt, majd továbbment Bresciába és Bergamóba.
1578-ban Milánó érintésével elhagyta Itáliát a francia Chambéry felé.

#### Genfben
Nyugtalan vándorélet után Genfben nyomdász lett, ahol – életrajzírói alapján – kérdéses, hogy protestáns (kálvinista) lett-e. Állítólag később azt mondta az inkvizítoroknak, hogy „Nem állt szándékomban felvenni a város (Genf) vallását. Csak azért akartam ott maradni, hogy szabadságban és biztonságban élhessek."
Beiratkozott a Genfi Egyetemre, de amikor egy röpiratban nyílt támadást intézett a Genfi Akadémia egyik legtekintélyesebb professzora ellen, rágalmazás miatt letartóztatták, bíróság elé állították és gyakorlatilag kiközösítették.

#### Első francia korszak
Ezután 1579-ben Lyonba ment, de nem talált magának munkát és csak egy hónapig maradt ott. Utána Toulouse-ba költözött, amely akkoriban a katolikus ortodoxia egyik védőbástyája volt. Csaknem két évig asztronómiát, filozófiát és más tárgyakat tanított, például Arisztotelész A lélekről című művéről (lat. De anima) és egyben megkapta a Magister artium akadémiai címet.  A Clavis Magna, egy mnemotechnikai-Lulli-féle értekezés, amely kiadatlan és elveszett, ebből az időszakból származik.

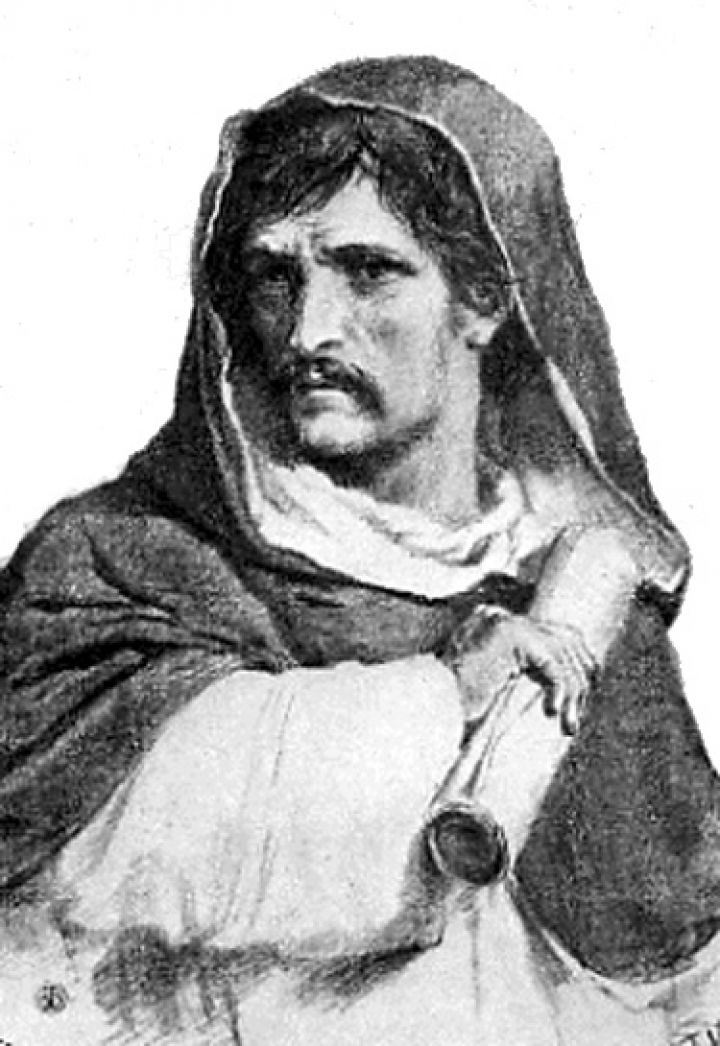
Bruno egy ábrázolása

1581 nyarán, miután a katolikusok és a hugenották közötti vallási viszály kiújult, továbbment Párizsba, ahol a Sorbonne tanára lett.
Hírneve elérte III. Henrik francia királyt, aki szintén kíváncsi volt rá, ő pedig igazi mecénásra talált a királyban.
Ekkortájt jelent meg egyik legkorábbi, fennmaradt műve, a De Umbras Idearum („Az eszmék árnyékai”), amelyben
olyan rendszert javasol, amely integrálja a mnemonikát, a ficini pszichológiát és a hermetikus mágiát. Ezt a művét rövidesen követte az Ars Memoriae (Az emlékezet művészete), amelyben egy módszertant mutat be az előbbi alkalmazására.

#### Angliában
Párizsból az angol nagykövet tanácsára Londonba utazott, ahol aztán a francia nagykövetségen lakott. Egy ideig élvezte Erzsébet királynő kegyeit és Sir Philip Sidney barátságát. Oxfordban professzorként próbált meg elhelyezkedni. 1583 és 1585 között itt írta meg a fő műveit. Oxfordban tartott néhány előadást a kopernikuszi elméletekről, de nem tartózkodott sokat a városban. Frances Yates után tudjuk, hogy Oxfordnak nem tetszettek az újításai, továbbá támadta a helyi professzorokat is, mondván, hogy többet tudnak a sörről, mint a görögökről, ezért Angliában is kellemetlenné vált, és 1585 őszén visszatért Franciaországba. Az utazás során hajójukat megtámadják a kalózok, akik minden vagyonukat elrabolták az utasoktól.

#### Második francia korszak
Párizsba visszatérve megváltozott politikai légkört talált. Párizsban a Collège de Cambrai egyetem közelében lakott, és időnként elment kölcsönözni néhány könyvet Sainte-Geneviève dombján található Saint-Victor könyvtárából.
Részt vett a Collège de Cambraiban rendezett „a világról és a természetről” nevű nyilvános vitán, megismételve arisztotelészi kritikáját. Túlzottan provokatív megnyilatkozásai miatt azonban az ülés botrányba fulladt, valamint az országban jelenlevő politikai és vallási válság, továbbá az udvari támogatás hiánya arra késztette, hogy ismét elhagyja a francia földet.

#### Német földön

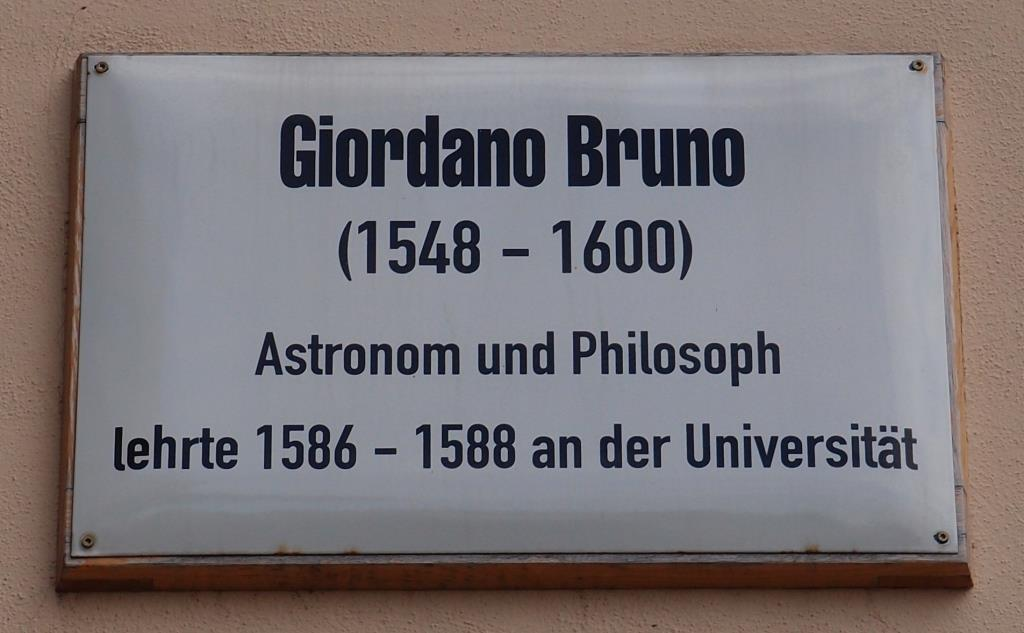
Wittenbergi emléktábla róla: G. Bruno, csillagász és filozófus, 1586–1588 között az egyetemen tanított

1586 júniusában Németországba érkezett, majd Mainz és Wiesbaden elérése után júliusban a kálvinista Marburgban elkövette azt a hibát, hogy a „római teológia doktoraként” („theologiae doctor romanensis”) mutatkozott be; így megtagadták tőle, hogy nyilvánosan felolvasson.
Tovább utazva Wittenbergben költözött és itt élt két éven át. Alberico Gentili közbenjárására felvették docensnek a Wittenbergi Egyetemre. Előadásaiban Arisztotelész írásaival, matematikával, logikával, fizikával és metafizikával foglalkozott. 1587-ben itt két könyve is született a logikáról és az emlékezet művészetéről (ezt a témát később Leibniz folytatta). Amikor 1588-ban Wittenbergben viszály tört ki a gneszio-lutheránusok és a filippisták között, Bruno márciusban elhagyta a várost, és Prágába ment.
1588-ban fél évig Prágában élt. Bár elnyerte II. Rudolf császár tetszését, nem kapott tanári állást.
II. Rudolf 300 tallérnyi anyagi támogatásával különböző városokon, köztük Tübingenen keresztül utazott Helmstedtbe, ahol professzorként kezdett el dolgozni. Itt előkészítette azokat a frankfurti írásokat, amelyek filozófiai örökségévé váltak. Több értekezést is írt a mágia témakörében: De Magia (A mágiáról), a Thes De Magia (Tézisek a mágiáról) és a De Vinculis in Genere címmel. Mindezeket nyilvánvalóan barátja és titkára, Girolamo Besler írta le, 1589 és 1590 között.
Új, evangélikus hittestvéreit olyannyira sokkolta ezekkel, hogy a helyi plébános és szuperintendens kiközösítette őt. (Korábban a  katolikus egyház, majd Genfben a kálvinisták közösítették ki.) Azonban legalább 1590 áprilisáig a városban maradt és az okkultista művein dolgozott.

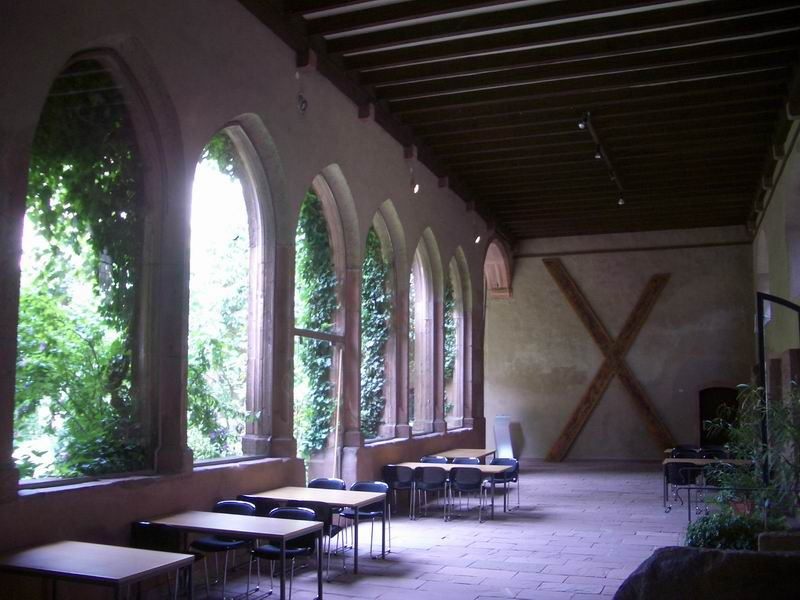
A frankfurti karmelita kolostor

Amikor 1590-ben Frankfurtba érkezett, a város szenátusa elutasította a kérését, hogy a helyi nyomdásznál szállhasson meg, de a karmelita kolostorban, – amely nem tartozott a világi joghatóság alá, – szállást biztosítottak neki. 1591-ig így Frankfurtban élt, ahol főleg az írással volt elfoglalva, de a helyi könyvvásárt is látogatta. Itt talált kiadót műveihez, amelyeket egy évvel később be is mutatott. 1591-ben három mű látott napvilágot, az úgynevezett frankfurti versek, filozófiai kutatásainak csúcspontja.

#### Svájcban
1591 februárjában Svájcba távozott, elfogadva Hans Heinzel von Tägernstein nemes és Raphael Egli (1559–1622) teológus meghívását, akik mindketten szenvedélyesen rajongtak az alkímiáért. Bruno, mint Heinzel vendége, négy-öt hónapig Zürichben tanított filozófiát. 
(Egli később, 1595-ben és 1609-ben ki is adta Bruno bizonyos műveit.)
A frankfurti könyvvásár egyik látogatóját, a padovai Giovanni Mocenigót oly nagy lelkesedéssel töltötte el két írása, hogy meghívta házitanítónak velencei otthonába. Hogy kizárólag Mocenigo ajánlatától vezérelve tért vissza Itáliába, az egyáltalán nem biztos, olyannyira, hogy több hónap is eltelt, mire elfogadja a patrícius vendégszeretetét.

### Ismét Itáliában (1591−)
1591 augusztusában érkezett meg Velencébe.
Abban az időben, amikor úgy tűnt, hogy az inkvizíció veszít erejéből és szigorából, és mivel a Velencei Köztársaság volt az Appennini-félsziget legliberálisabb állama, Bruno abba a végzetes hibába esett, hogy visszatért Itáliába.
Itáliai tartózkodása során Padovában is élt, legalább három hónapig, itt tanított német diákoknak, akik az egyetemre jártak és közben sikertelenül jelentkezett a matematika tanszékre, amelyet egy évvel később Galileo Galilei kapott meg helyette. 1591 végétől ismét Velencében tartózkodott és közben házi oktatóként szolgált Mocenigónál.

### A velencei inkvizíció előtt (1592)

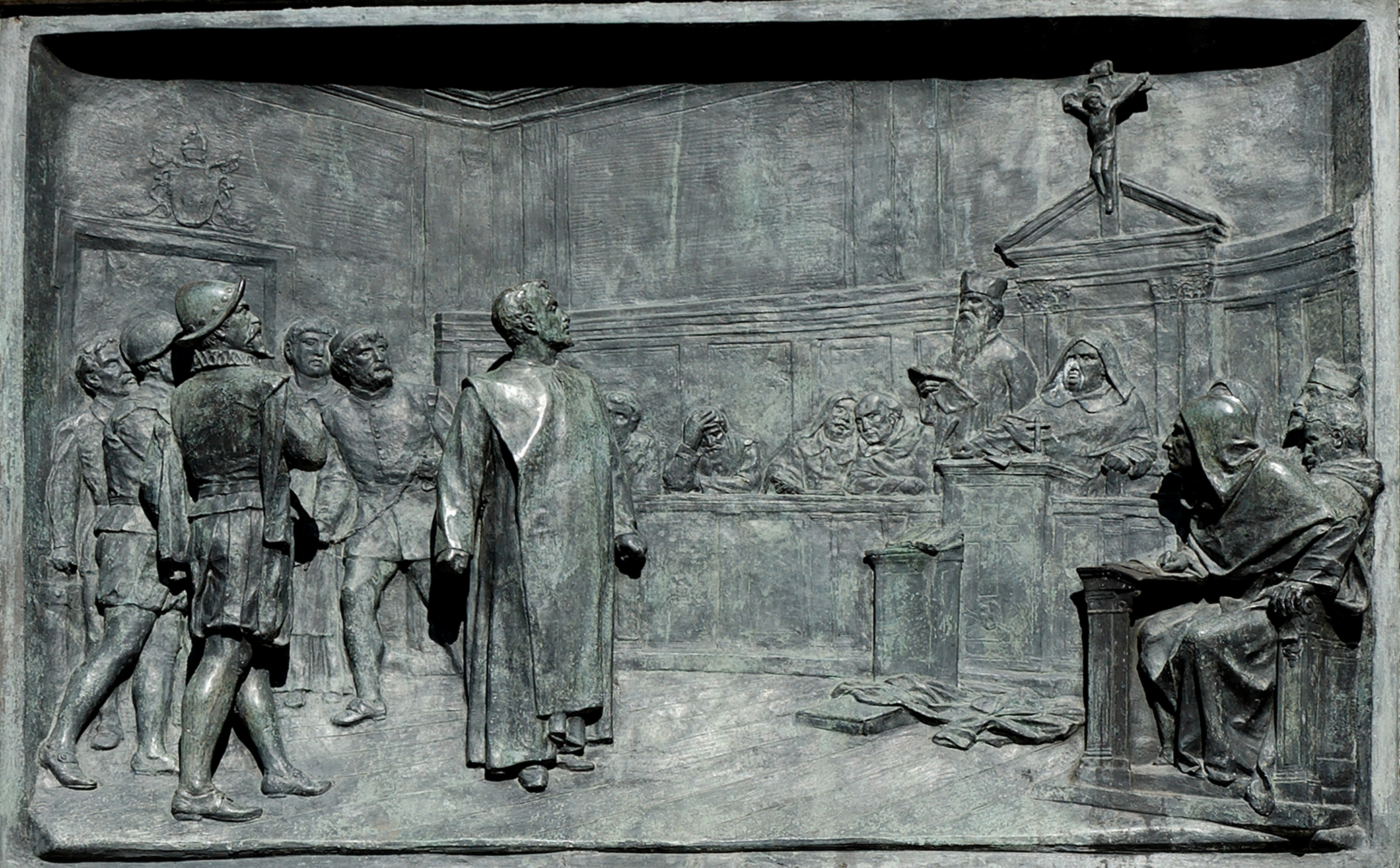
Bruno az Inkvizíciós Bizottság előtt. Ettore Ferrari (1848–1929) historizáló domborműve

Amikor bejelentette, hogy elhagyja Velencét, Mocenigo feljelentette őt a velencei inkvizíciónak, amely 1592 májusában letartóztatta istenkáromlás és eretnekség vádjával és az inkvizíció velencei börtönébe vitték.
A velencei perében összességében azzal vádolták, hogy megveti a vallást, istenkáromló véleményei vannak Krisztusról, nem hisz a transzszubsztanciációban, tagadja Mária szüzességét, megveti az egyház doktrínáit, a világ örökkévalóságát állítja és hogy végtelen világok léteznek, továbbá a metempszichózisban (lélekvándorlás) hisz, jóslással és mágikus művészettel foglalkozik.
Bruno ügyesen védekezett, hangsúlyozta egyes álláspontjainak filozófiai jellegét, másokat megtagadott, és beismerte, hogy kétségei voltak a dogmatika bizonyos kérdéseivel kapcsolatban. Kihallgatásai során utolsó írásait visszavonta, és hajlandó volt eskü alatt megtagadni „tévedéseit”, csakhogy szabadon engedjék.[forrás?] De a velenceiek számára túl kényes és bonyolult volt az eset.
Szeptember 17-én Rómából kérvény érkezett, hogy Velence adja ki Brunót római kivizsgálásra. A vádlott társadalmi befolyása, a vele gyanúsított eretnekség jellege olyan nagy volt, hogy a velencei inkvizíció némi habozás után át is adta őt.

### Római raboskodása és pere (1593-1600)
1593 elején Rómába vitték és bezárták a Palazzo del Sant'Uffizio (Szent Hivatal Palotája) börtönébe.
Pere hét éven keresztül folyt; nem volt hajlandó tévedésnek beismerni természetfilozófiai és metafizikai meggyőződését.
A hét év alatt többnyire az Angyalvárban raboskodott, amely a középkorban a pápák menedékhelyeként, az újkorban pedig az inkvizíció börtöneként működött. A tárgyalásról néhány fontos dokumentum elveszett, mások azonban megmaradtak, köztük az eljárás összefoglalója.
Az esete rendkívül összetettnek bizonyult. Sok időt vett igénybe a tanúk kihallgatása és Bruno valamennyi írásának Rómába vitele is.
Római raboskodása alatt az inkvizíció eretnekség miatt eljárást indított Tommaso Campanella és Francesco Pucci olasz filozófusok ellen is.

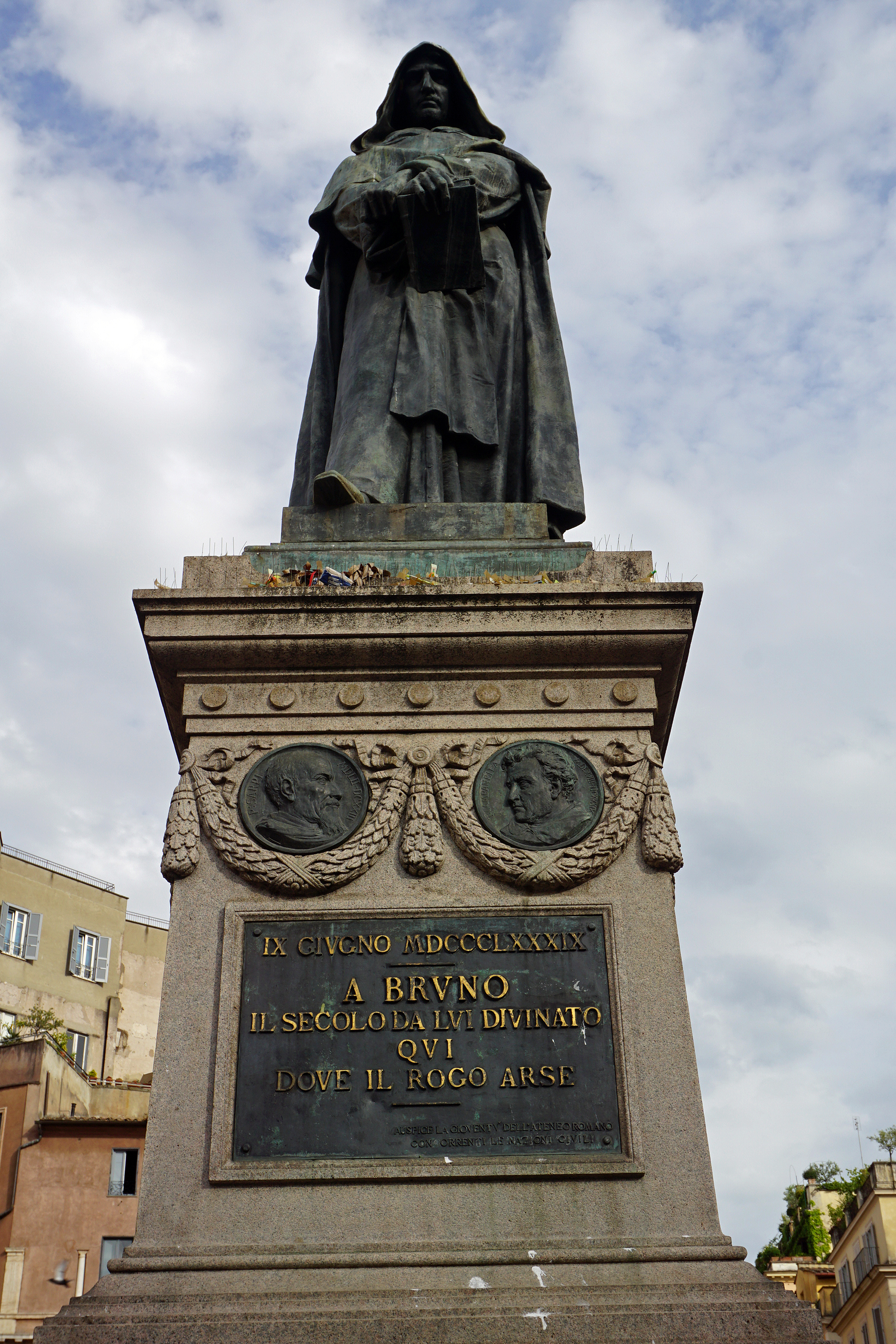
Giordano Bruno emlékszobra a római Campo de’ Fiori tér közepén

Bármilyen történelmi feljegyzés is van a börtönben eltelt időszakáról, részletesebben soha nem tette azt közzé az egyház.
1597 tavaszán Brúnót ismételten figyelmeztették, hogy hagyjon fel a világok sokféleségére vonatkozó elméletével; az is megállapított, hogy szigorúan kérdőre vonták (talán kínzással).
1598 elejére olyan szerteágazó peranyag gyűlt össze, hogy szükségessé vált az összefoglalás elrendelése. A pápa végül egy tudós teológus jezsuitát, Roberto Bellarmino bíborost nevezte ki Bruno bírájává. Hogy az eljárást lerövidítsék, Bellarmino nyolc pontra csökkentette a Bruno ellen felhozott vádakat, amivel a vádlott is egyetértett.
Luigi Firpo olasz történész megpróbálta rekonstruálni a később elveszett nyolc vádpontot, ez alapján a római inkvizíció feltehetőleg a következő vádakat emelhette ellene:
- a katolikus hittel ellentétes nézeteket vall, és ellene beszél;
- a katolikus hittel ellentétes nézetei a Szentháromságról, Krisztus istenségéről és Megtestesüléséről;
- a katolikus hittel ellentétes nézetei Jézusról, mint Krisztusról;
- a katolikus hittel ellentétes nézetei Mária szüzességével kapcsolatban;
- a katolikus hittel ellentétes nézetei mind az átlényegülésről és a szentmiséről;
- a világok sokaságának létét (kozmikus pluralizmus (wd)) és azok örökkévalóságát állítja;
- hisz a lélekvándorlásban és az emberi lélek más élőlényekbe való vándorlásában;
- varázslással és jóslással foglalkozik.

A peranyag dokumentuma nem maradt az utókorra. 
Amikor Napóleon császár csapatai 1808-ban elfoglalták Rómát, számos peranyagot lefoglaltak, és Párizsba vittek. A császár anyagot gyűjtött az egyház ellen, hogy igazolja az Egyházi Állam megszállását és az egyházi javak lefoglalását. Innentől kezdve nem követhető nyomon a peranyag sorsa, ebből kifolyólag az események rekonstrukciójánál utalásokra és más forrásokból vett idézetekre kell hagyatkoznunk.
1599 szeptemberében az inkvizítorok a bűnösség jogi bizonyítéka hiányában a kínzás alkalmazása mellett foglaltak állást, amit azonban VIII. Kelemen pápa nem hagyott jóvá, mert Bruno bűnösségét bizonyítottnak látta.
Az 1600. február 8-án kihirdetett ítéletben ötször is elhangzott, hogy a vádlott „megbánás nélkül, hajthatatlanul és mereven” ragaszkodik eretnekségéhez.

„A következő történt: először életéről, tanulmányairól és tanításairól szóltak, majd rámutattak arra, milyen testvéries gondoskodással próbálta meg az inkvizíció figyelmeztetni Brunót, hogy tévúton jár. Felvázolták, milyen konok és istentelen volt Bruno, majd megfosztották egyházi méltóságától, kiközösítették, és azzal a kéréssel, hogy a büntetés vérontás nélkül és oly kegyesen hajtassék végre amennyire csak lehetséges, átadták a világi hatóságnak. Bruno egész idő alatt egy szót sem szólt, csak egyszer nyilvánult meg fenyegető hangnemben: „Lehet, hogy nektek, akik ítéletet hoztok, több okotok van a félelemre, mint nekem, aki elszenvedem azt.” A városvezetők emberei a börtönbe vezették (a vádlottat), ahol még nyolc napon keresztül fogva tartották, biztosítva annak lehetőségét, hogy visszavonja tévedéseit; de mindez hiába. Ezért küldték ma a máglyára. Amikor halála előtt elébe tartották a Megfeszített képét, keserű megvetéssel visszautasította azt. Nyomorúságosan pusztult el az izzó lángok közt, és talán épp azon volt, hogy lemondjon a világokról, amelyeket kigondolt. Így bánnak a rómaiak az istenkáromló, istentelen emberekkel.”

– Caspar Schoppe  katolikus író Bruno haláláról, 1600. február 17.

### Halála (1600)

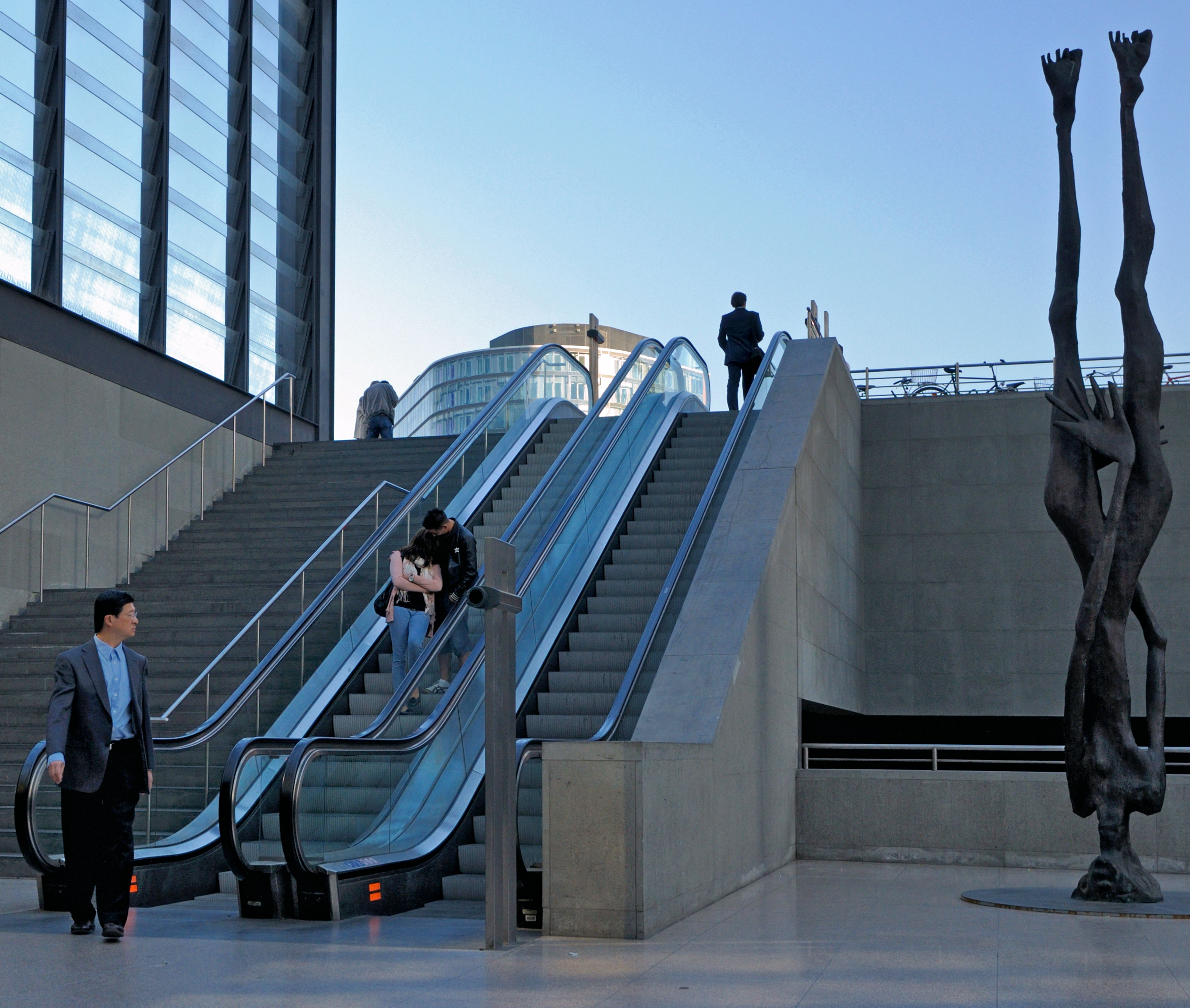
Bruno emlékműve a berlini Potsdamer Platzon (jobbról), amely a fejjel lefelé megkötözött, máglyán való megégetésére utal

Tanait nem vonta vissza, ezért 1600 elején a pápa elrendelte, hogy ítéljék el és adják át a világi hatóságnak.
1600. február 17-én a katolikus egyház inkvizíciója "bűnbánatot nem tartó, szívós és makacs eretneknek" nyilvánította, aztán átadták a világi bíróságnak azon szokásos egyházi ajánlással, hogy „vére ontása nélkül” megbüntessék. Ez volt a szokásos katolikus gyakorlat egy élő ember megégetésére. 
A római Campo de’ Fiorin fejjel lefelé, meztelenül felakasztották, majd még élve máglyán megégették. Bizonyos források szerint, kivégzése előtt kivágták a nyelvét is  vagy más módon elhallgattatták; a „gonosz szavai” miatt és hogy ne tudjon lázító szavakat intézni a néphez.
Egyes történészek azt állítják, hogy halálának fő oka kozmológiai nézetei voltak. Mások szerint a konfliktusa a katolikus egyházzal elsősorban teológiai volt, nem pedig tudományos, még akkor is, ha benne volt az utóbbi is.
Michael Hesemann Sötét alakok című könyvében azt állítja, hogy valójában Brunónak nem azért kellett meghalnia, mert a heliocentrikus világképet vallotta, és nem is azért, mert megdöbbentően korán felismerte, hogy a csillagok távoli napok, hanem mert konokul azt vallotta például, hogy Krisztus nem Isten, hanem mesteri varázsló volt, aki az embereket az orruknál fogva vezette, és akit ezért joggal akasztottak fel, nem pedig keresztre feszítették. Vagyis valójában nem tudós volt, hanem a mágia teoretikusa, hermetikus filozófus.
Egy másik életrajzírója, Michael White megjegyzi, hogy az inkvizíció élete korai szakaszában az Arisztotelész-ellenes nézetei, az arianizmus iránti érdeklődése, továbbá tiltott szövegek birtoklása és olvasása miatt üldözte. Későbbi eretneksége „sokrétű” volt, és a végtelen világokról alkotott elképzelésén is alapult. „Talán ez volt a legveszélyesebb nézete…”

## Nézetei

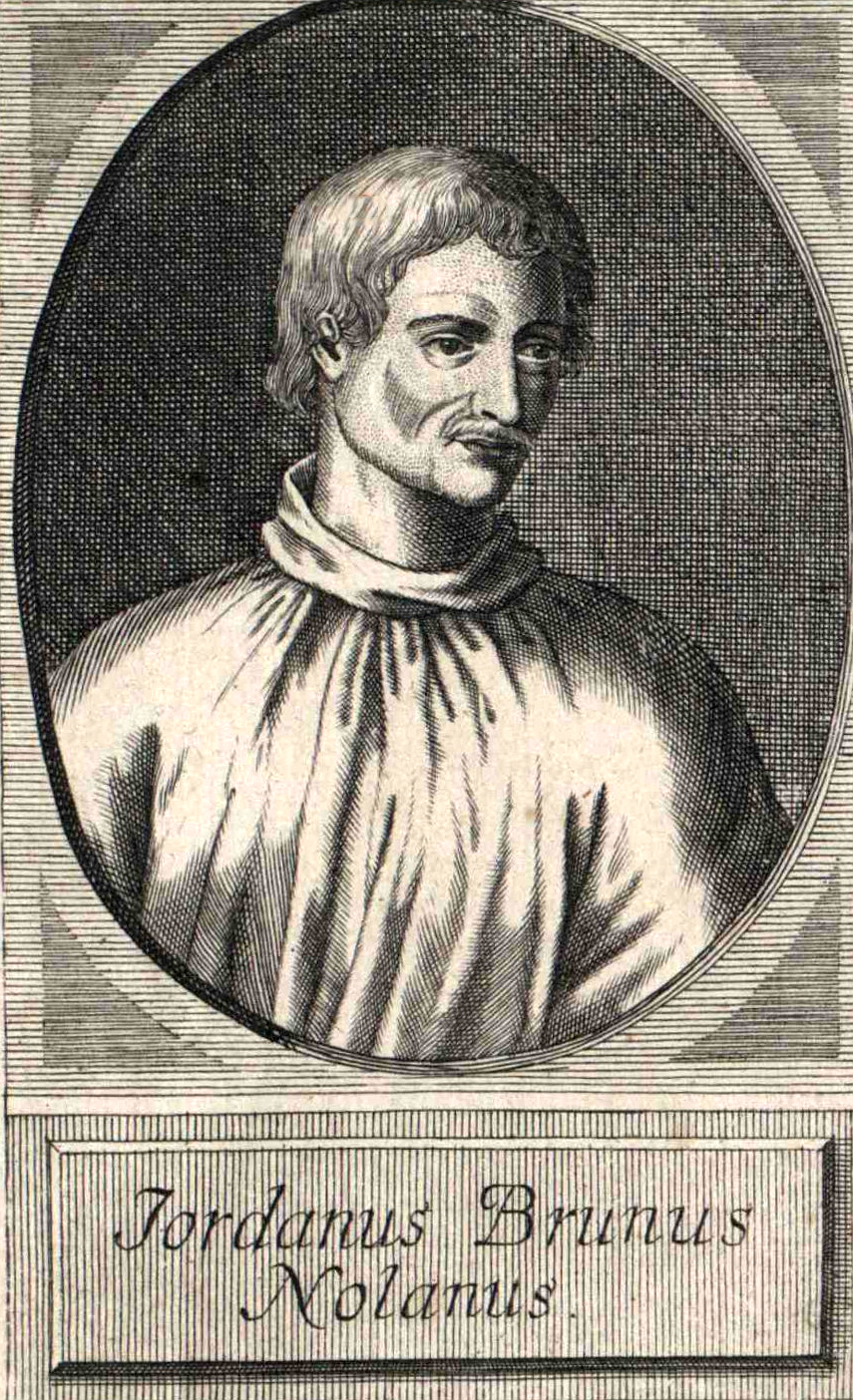
Johann Georg Mentzel 17. századi metszete (1677) Brúnóról

Életét végigkísérte a világ nagy filozófiai problémáinak boncolgatása, elemzése. Elmélkedéseit előadások során és közel húsz év alatt sok kiadványban ismertette az érdeklődőkkel. Sok szempontból tekinthető Spinoza és Schelling előfutárának is.
Gondolatai, amely filozófiailag a reneszánsz naturalizmus körébe foglalható, a különböző elméleti tudományok és filozófiai hagyományok: az ősi materializmus, averroizmus, lullizmus (Ars magna), újplatonizmus, a hermetika, a zsidó kabalizmus, Cusanus rendszerének keverékéből született. Írásaiban gyakran hivatkozott Hermész Triszmegisztosz nevére. Ugyan Arisztotelész-ellenes nézeteket vallott – különösen az idő fogalmának értelmezésében – mégis hatással volt rá ez a filozófus is. Érdeklődési körének sokfélesége miatt a modern tudósok megosztottak munkája fő jelentőségét illetően.
Frances Yates történész Giordano Bruno és a hermetikus hagyomány című művében arra mutatott rá, hogy Bruno nem tudós volt, hanem sokkal inkább mágus. Több olyan nézete is volt, ami abszolút idegenszerűnek számított a korabeli Európában.
Rendszere teológiai szempontból a kereszténység magyarázat-kísérlete sajátos újplatonikus összefüggésben, ami tartalmazza pl. Krisztus megtestesülésének tagadását is.

### Világképe az univerzumról
A 15. század első felében Cusanus megkérdőjelezte az akkoriban széles körben elfogadott arisztotelészi filozófiát, helyette egy végtelen univerzumot képzelt el. A 16. század második felében Kopernikusz (1473–1543) elméletei kezdtek elterjedni Európában, de Bruno idejében a legtöbb művelt katolikus tudós még az arisztotelészi geocentrikus világképet vallotta, amely szerint a Föld a világegyetem középpontja és minden égitest körülötte forog.
Nézetében az univerzum és a tér szükségképpen végtelen, ugyanis az abszolút őselv természetének és méltóságának csak így képes megfelelni. Rendszerében nincs központi jelentősége a Naprendszerünknek.
Ugyanakkor félreértette Kopernikuszt és azt állította, hogy a Hold is a Nap körül kering. Frances Yates alapján Bruno inkább az ókori, hermetikus hagyományokra alapozta nézeteit, mint a tudományos megfigyelésre.
Későbbi tanulmányokban ezt a tézist kritizálták, bár a hermetizmus bizonyos hatását Brunóra nem tagadják.

#### A tér végtelensége
Természetfilozófiájának alapelveit követve Bruno nemcsak hitte, hogy a világegyetem végtelen, hanem azt is, hogy a világegyetem más bolygóin is végtelen számú élőlény található. Ezeket a következtetéseket abból a gondolatból vonta le, hogy csak egy végtelen univerzum felelhet meg a mindenható és végtelen istenségnek, mert minden más nem lenne méltó hozzá. Nézete teljes egészében a philosophia perennisbe sorolható, amelyhez egy új természetfilozófiai megközelítést, valamint egy forradalmi aspektust adott hozzá.
Elterjedt nézetek szerint azzal a kijelentésével haragította fel leginkább az egyházat (több száz évvel megelőzve korát), hogy a kor kezdetleges optikai eszközeivel is jól látható csillagok tulajdonképpen távoli Napok, körülöttük ugyanígy bolygók keringhetnek, s azokon a földihez hasonló élet lehetséges.

### Panteizmus, Istenkép
A kereszténység régóta egyenlőségjelet tett az ateizmus és a panteizmus között. Giordano Bruno elképzelései ellentétben állnak a materialista világnézettel. Az újplaton idealizmus és miszticizmus hagyományában állnak, amelyet elsősorban Avicenna, Averroës és Cusanus művei révén kapott.
Bruno sajátos panteista-naturalista-monista nézőpontot képviselt. Egyrészt elválasztotta Istent a világtól, másrészt a panteizmus felé hajlott.
Isten transzcendenciáját már teljesen megszünteti, az istenség azonosul a természettel. Isten a végtelen teremtő természet (natura naturans), mely a dolgok csodálatos rendjét mutató érzéki természetben (natura naturata) fejezi ki magát. Az anyag az isteni világlélektől elválaszthatatlan. A világegyetem végtelen és örökkévaló, melyben a különböző formák egymást föltételezik, s a szabadság és a szükségszerűség is teljesen egybeesnek. Így valósul meg a természettel azonos istenségben az ellentétek egybeesése, a coincidentia oppositorum.
Felfogása szerint az univerzum mozdulatlan, egyszerre lehetséges és valóságos, lélek, ősok, lényeg, cél és végtelen. Végtelenül sok világból áll, anyag és forma együttese, melynek alapja a passzív anyag. Ezzel azonos az Isten, más néven az aktív forma vagy világlélek, világszellem. A világszellem az univerzumot belülről való kibontakozással (explicatio ab intra) hozza létre. Ettől a világszellemtől vagy Istentől különbözik – az egyetemes gondviselés értelmében – a természet fölött lévő Isten.
A dolgok alkotó eleme a legkisebb, a minimum, a monász. A fejlődés hordozói ezek az egyszerű szubsztanciák, amelyek mindegyike a maga sajátos módján tükrözi vissza a világegyetemet. Mindegyik monász a monaszok monaszának, az istenségnek egy-egy változata.

### Vallás
A kérdés, amellyel Brunónak élete során, eretnekként való elítéléséig szembe kellett néznie, az volt, hogy milyen értelemben ért egyet a kereszténység alaptételeivel. Ő a vallást történelmi és relativista kontextusba helyezi: a kereszténységben, az egyiptomi vallásban, valamint a görög vagy zsidó hagyományokban az a közös, hogy megpróbálják az istenit képviselni a világban, és építik az emberek lelkét.
Hegel német filozófus az Előadások a filozófia történetéről című művében azt írta, hogy Bruno élete „az egész katolikus hit puszta tekintélyen álló tanításának merész elutasítását jelentette”.
Alfonso Ingegno (1942–2013) olasz filozófus azt mondta, hogy Bruno megkérdőjelezte a reformáció fejleményeit, továbbá az egész kereszténység igazságértékét. Rámutatott arra, hogy a kereszténység teljesen irracionális, ellentétes a filozófiával, és azt mondta, hogy a kinyilatkoztatásnak nincs tudományos alapja.

„Bruno nézeteiről: 
- számtalan világ létezik;
- a lélek egyik testből a másikba vagy egy másik világba vándorol (→ reinkarnáció);
- hogy egyetlen lélek egyszerre két testben is formát ölthet (→ bilokáció?);
- hogy a mágia hasznos és megbízható;
- hogy a Szentlélek nem más, mint a világszellem […];
- hogy a világ öröktől fogva létezik;
- hogy Mózes a csodákat mágia segítségével hajtotta végre és hogy jártasabb volt a mágiában, mint a többi egyiptomi;
- hogy (Mózes) a törvényeit ő maga találta ki;
- hogy a Szentírás megtévesztés;
- hogy ördögök áldásos tetteket tudnak véghezvinni;
- hogy csak a zsidók származnak Ádámtól és Évától, a többi ember két lénytől, akik egy nappal előbb lettek teremtve;
- hogy Krisztus nem Isten volt, hanem mesteri varázsló, aki az embereket az orruknál fogva vezette, és akit ezért joggal akasztottak fel […] nem pedig keresztre feszítették;
- hogy a próféták és az apostolok istentelenek voltak, és hogy néhányukat varázslóként felakasztották.

Nem is érnék a végére, ha minden agyszüleményét vissza akarnám idézni, amelyeket Bruno könyveiben és személyesen állított. Röviden szólva mindennek hajthatatlan védelmezője volt, amit pogány filozófusok, valamint régi és új eretnekek felhoztak.”

– Caspar Schoppe  katolikus író Bruno tanairól

### Hermetizmus
Nézete szerint a judaizmus és a kereszténység az egyiptomi misztériumvallás későbbi és elcsökevényesedett verziója. Azon munkálkodott, hogy az ősi egyiptomi tudást, a hermetikus hagyományt összeegyeztesse a keresztény teológiával. Az egyiptomi hermetizmusban látta meg azt az utat, amelyet bejárva a keresztény Európa végre felülemelkedhetne a kicsinyes vallási viszálykodásain, és azt az eszközt, ami előmozdíthatná a vallási toleranciát és elősegíthetné egy magasabb rendű tudatosság kifejlődését.

## Emlékezete

### Vatikáni megnyilvánulások
A Vatikán kevés hivatalos nyilatkozatot tett közzé Bruno perével és kivégzésével kapcsolatban. 1942-ben Giovanni Mercati bíboros, aki számos elveszett dokumentumot fedezett fel Bruno perével kapcsolatban, kijelentette, hogy az egyház teljesen jogosan ítélte el őt.
Bruno halálának 400. évfordulóján, 2000-ben Angelo Sodano bíboros már „szomorú epizódnak” nyilvánította Bruno halálát. Kijelentése alapján, annak ellenére, hogy az ellene folytatott eljárásnak egyes vonatkozásai „mélységes sajnálkozási okot jelentenek a mai egyház számára”, az embereknek nem szabad elítélniük azokat, akik Brúnót elítélték, ugyanis az inkvizítorok „a szabadságot akarták szolgálni, hogy elősegítsék a közjót, és mindent megtettek, hogy megmentsék az életét”. Ugyanebben az évben II. János Pál pápa általános bocsánatot kért „néhány, az igazság szolgálatában elkövetett erőszakért”.

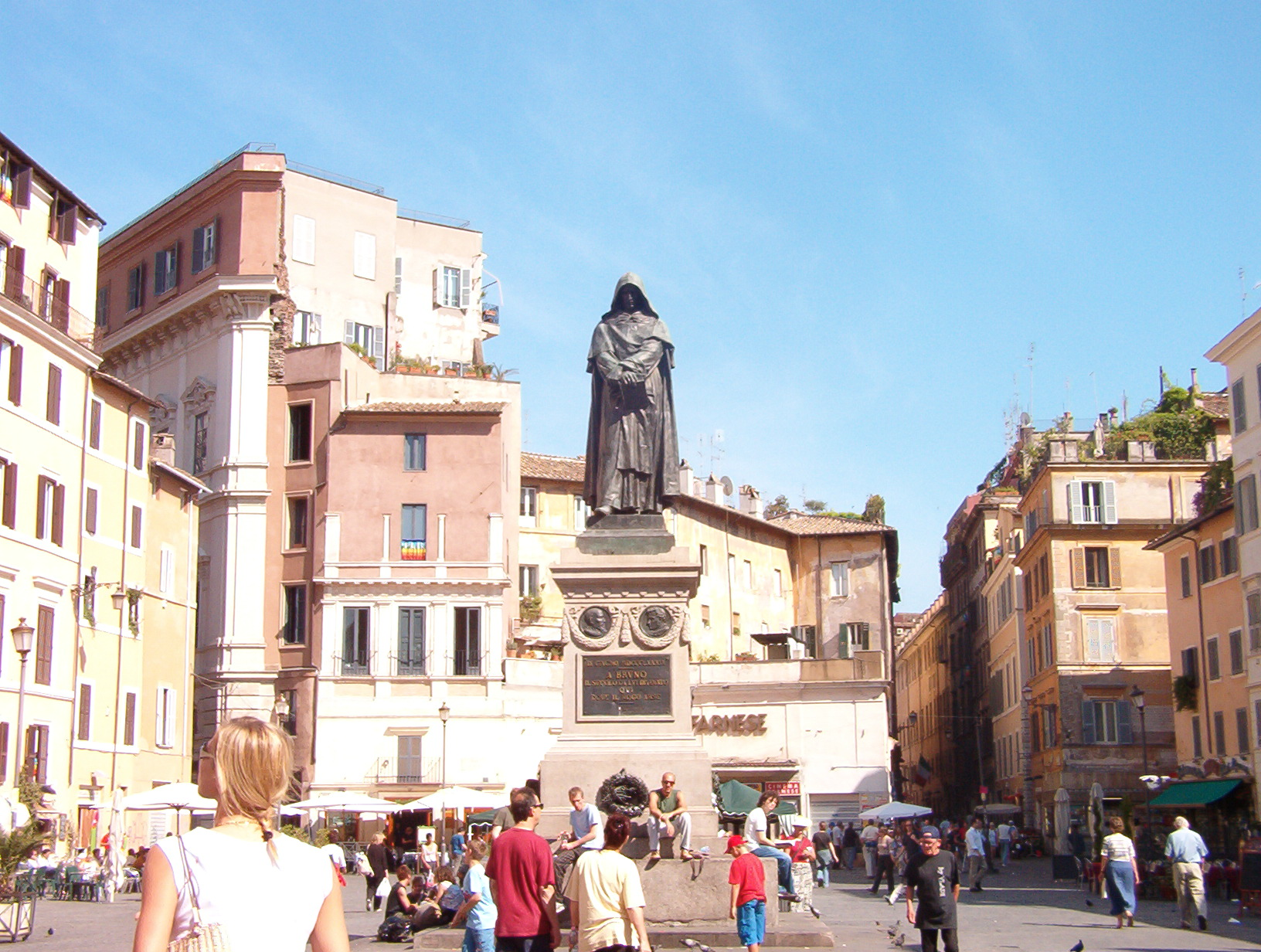
Emlékszobra kivégzésének helyén, a római Campo de’ Fiori téren

### Elismerése
Számos iskolát neveztek el róla, többek közt Olaszországban. Többfelé emlékműveket is állítottak a tiszteletére. Római emlékszobrát oda állították fel 1889-ben, ahol egykor a máglyája állt (Campo de’ Fiori).
Róla neveztek el a Holdon egy krátert.
A 2004-ben létrehozott Giordano Bruno Alapítvány (Giordano Bruno Stiftung) egy németországi székhelyű nonprofit alapítvány, amely a „szekuláris humanizmus támogatását” folytatja. Az Alapítvány kritikus a vallási fundamentalizmussal és nacionalizmussal szemben.
Az olasz tudósok és értelmiségiek Brunót a nemzeti büszkeség és az antiklerikalizmus hősévé tették.

## Befolyása
Bruno nagy hatással volt számos filozófusra, gondolkodóra és íróra, köztük Pierre Gassendire, Baruch Spinozára, az olasz Lucilio Vaninire, Friedrich Schellingre, Galileo Galileire, Johann Wolfgang von Goethére és Friedrich Nietzschére. Gottfried Wilhelm Leibniz vette át tőle a monád fogalmát.

## Főbb művei

### Eredetileg
Latinul és olaszul; online részben angol elérhetőségben:
- De Umbris Idearum (1582, latin)

Bruno az emlékezés művészetének (mnemotechnika) elismert szakértője lett, amikor még domonkos szerzetes volt. Memóriatechnikáit többször is bemutatta, többek között V. Pius pápának. Ezzel a művel hosszasan foglalkozik Frances A. Yates Giordano Bruno és a hermetikus hagyomány (1964) című könyvében.
- Ars Memoriae (Az emlékezés művészete) (1582, latin)
- Cantus Circaeus (Circe varázslatai) (1582, latin)

Bruno korai munkája az emlékezés művészetéről, erős mágikus elemekkel. A nagy varázslónő, Circe és asszisztense vagy tanítványa, Moeris közötti párbeszéd formájában íródott.
- Ars Reminiscendi – Triginta Sigilli (1583, latin)
- Explicatio triginti sigillorum (1583, latin)
- Spaccio de la bestia trionfante. London, 1584
- De la causa, principio et uno.[57] Velence, 1584
- Cena de le ceneri. London, 1584
- De l'infinito, Universo e Mondi. London, 1585
- De Gli Eroici Furori (De gl'heroici furori. Párizs, 1585)

Bruno egy másik jelentős munkája, amely a szerelem filozófiájával és a szerelem, mint a misztikus felemelkedés eszközével foglalkozik.
- De Magia (latin)

Kifejezetten a mágiával foglalkozik.
- Theses De Magia (latin)
- Magia Mathematica (latin)

A „matematikai mágia” alatt Bruno olyan mágikus gyakorlatokat ért, amelyek karaktereket, pecséteket és figurákat használnak.
- De vinculis in genere (latin)
- De Imaginum Compositione (1591)
- De immenso, innumerabilibus seu de universo et mundis. Frankfurt, 1591
- Summa terminorum metaphisicorum. 1595

### Magyarul
- Giordano Bruno párbeszédei az okról, elvről és egyről és a Végtelenről, a világegyetemről és a világokról; ford., bev., jegyz. Szemere Samu; Franklin, Bp., 1914 (Filozófiai írók tára)
- Giordano Bruno válogatott dialógusai; ford. Fogarasi Miklós, Koltay-Kastner Jenő, Szemere Samu, szerk. Szauder József, bev. M. Á. Dinnyik; Hungária, Bp., 1950
- Giordano Bruno – Galilei – Campanella; tan. C. Ionescu Gulian, Ion Banu, ford. Jánosházy György, Kiss Géza; Művelt Nép, Bp., 1952
- Két párbeszéd; ford., utószó, jegyz. Szemere Samu; Magyar Helikon–Európa, Bp., 1972
- A gyertyás; ford. Benedek Nándor; in: Olasz reneszánsz komédiák; szerk., bev. jegyz. Marx József; Gondolat, Bp., 1972 (Európai antológia. Reneszánsz sorozat)
- A végtelenről, a világegyetemről és a világokról; bev., jegyz. Király Béla, ford. Szemere Samu; Kriterion–Európa, Bukarest–Bp., 1990 (Téka)
- A gyertyaöntõ; fordította: Török Tamara; in: Tudományos és kulturális folyóirat, 7. szám, 1997 november; KIADÓ: Palimpszeszt Kulturális Alapítvány. Online